# Cnemaspis affinis
Espèce
Synonymes
- Cyrtodactylus affinis Stoliczka, 1870
- Gonatodes penangensis Flower, 1897

Cnemaspis affinis est une espèce de geckos de la famille des Gekkonidae.

## Répartition
Cette espèce est  endémique de l'île de Penang au Penang en Malaisie. Des spécimens d'autres sites ont par le passé été rattachés à cette espèce, ils font désormais partie d'autres espèces.

## Description
Cnemaspis affinis mesure, queue non comprise, jusqu'à 28,6 mm.

## Publication originale
- Stoliczka, 1870 : Observations on some Indian and Malayan Amphibia and Reptilia. Proceedings of the Asiatic Society of Bengal, vol. 1870, p. 103–109 (texte intégral).